# Геленки
Геленки (укр. Геленки) — село в Козовской поселковой общине Тернопольского района Тернопольской области Украины.
До 2020 года входило в Козовский район.
Код КОАТУУ — 6123081901. Население по переписи 2001 года составляло 567 человек.

## Географическое положение
Село Геленки находится на одном из истоков реки Коропец,
ниже по течению на расстоянии в 2 км расположен посёлок Козова.

## История
- 1740 год — дата основания.

## Объекты социальной сферы
- Школа I ст.
- Клуб.

## Известные уроженцы
- Кавка, Роман Павлович (1934—1997) — украинский учёный-селекционер.
- Мальский, Маркиян Зиновьевич (род. 1954) — украинский ученый и дипломат.